# 摩尼山
摩尼山（韓語：마니산）是韓國仁川江華縣的一座山，它的海拔469.4米，是江華島的最高峰 。該山上有郊遊的步道以及紀念檀君的聖壇。